# Татарская пустыня
«Тата́рская пусты́ня» (итал. Il deserto dei Tartari) — основная книга итальянского писателя Дино Буццати, опубликованная автором в 1940 году и принёсшая ему всемирную известность. В 1976 году на основе книги был снят известный одноимённый фильм итальянским режиссёром Валерио Дзурлини.
Роман написан в стиле кафкианских традиций, на методе бесконечной отсрочки, который часто использовали элеаты и Кафка. Но если атмосфера в романах Кафки серая, гнетущая бессмысленностью и обыденностью, отдающая бюрократией и скукой, то в «Татарской пустыне» во всём чувствуется предвосхищение, но это предвосхищение гигантской битвы, пугающей и долгожданной. На своих страницах Дино Буццати возвращает роман к его древнему истоку — эпосу. Пустыня здесь — и реальность, и символ. Она безгранична, и герой ожидает орды, бесчисленные как песок.

## Сюжет
Сюжет романа основан на мысли ожидания жизни. Главный герой, молодой офицер Джованни Дрого, отправляется на далёкий форпост, где старается доказать свою полезность. Он тратит свою карьеру, ожидая нападения со стороны татарских орд, которые, по слухам, живут за краем пустыни. Спустя время Дрого осознаёт, что потратил годы и десятилетия на бессмысленное ожидание, хотя в то же самое время его старые друзья в городе уже обзавелись семьями и детьми и жили полной жизнью. Он же не имеет ничего, кроме солидарности сослуживцев. Когда, наконец, начинается война с соседним королевством, постаревший Дрого заболевает, и новый комендант крепости увольняет его. Дрого возвращается домой и умирает в полном одиночестве в гостинице.

## Влияние
Книга вошла в список «100 книг XX века», составленный французской газетой «Ле Монд».
Роман оказал сильное влияние на южноафриканского писателя Дж. Кутзее, который использовал идею Буццати в своём романе «В ожидании варваров» (1980).
Нассим Николас Талеб на примере «Татарской пустыни» в своей книге «Чёрный лебедь. Под знаком непредсказуемости» описывает сущность человеческой тяги к постоянству и надеждам на изменения.

## Переводы и публикации
Перевод на русский язык сделан Фридэнгой Двин и впервые опубликован в 1989 году в серии «Мастера современной прозы»:
- Буццати Д. Татарская пустыня. Рассказы. Увеличенный портрет / сост. Р. Хлодовский. — М. : Радуга, 1989. — 424 с. — (Мастера современной прозы).